# 日本の深夜バス

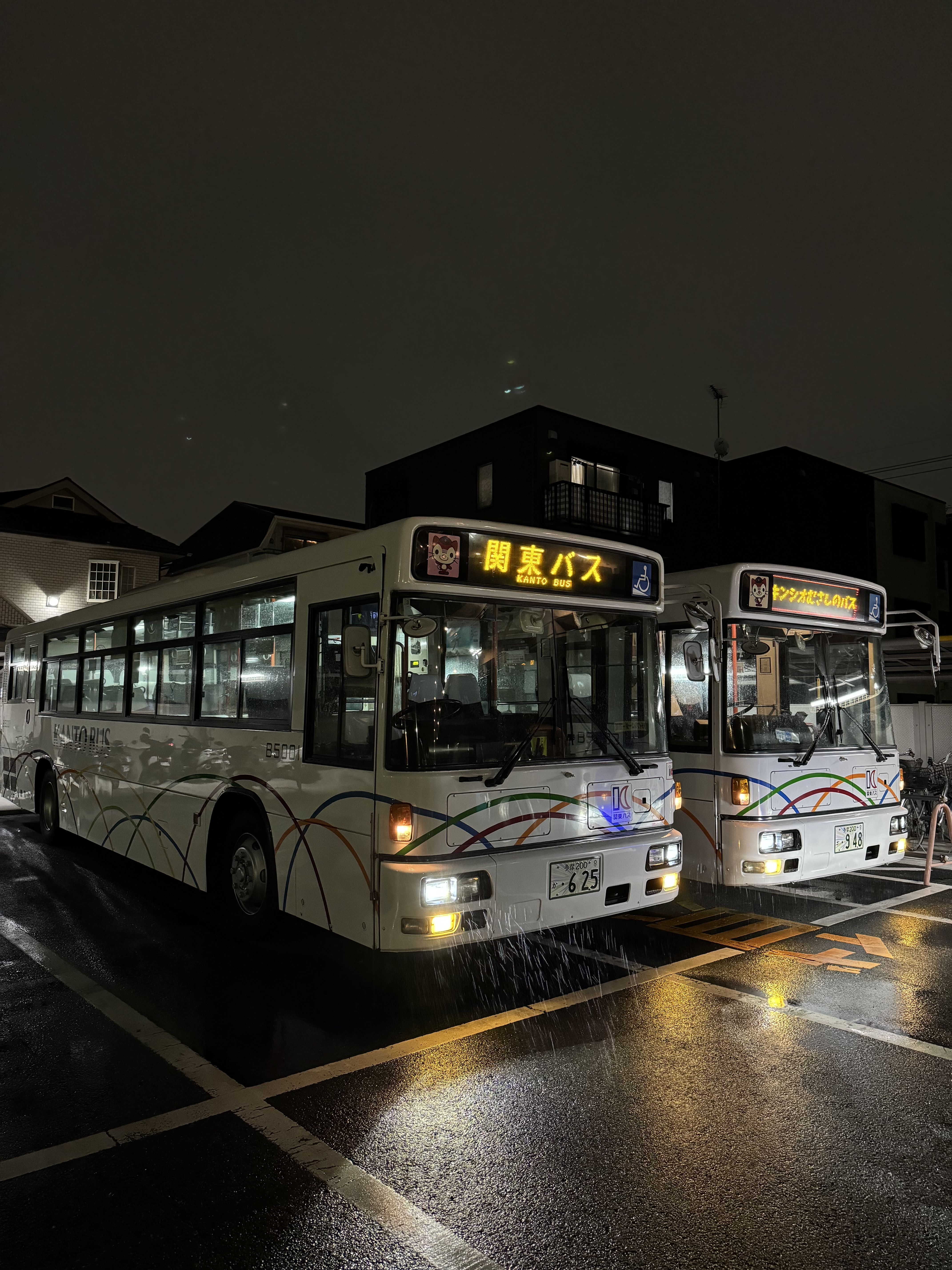
深夜バスに用いられていたワンロマタイプの車両（現在関東バスの深夜バスは休止中）（関東バス)

日本の深夜バス（にほんのしんやバス）では、日本における路線バスの運行形態の1つである深夜バスについて記述する。主に午後11時以降となる深夜時間帯に運行され、運賃や運行形態などが通常とは異なる設定となっている路線バスをさす。本項では鉄道の最終列車出発後に都心と郊外を結ぶ目的で設定された深夜急行バス・深夜中距離バスについても記述する。

## 歴史

### 京阪神圏で誕生した日本初の深夜バス
戦前の1930年5月には、深夜バスの認可が不許可となったことが大阪朝日新聞で報じられた。また、1941年8月4日には岡崎商工会議所が岡崎市内で深夜バスを運転するように県警に要望を出すなどの動きが見られた。
1952年9月3日、大阪とその近郊に路線を有する阪急バスは、24時以降に運行する深夜バスが認可され、大阪市梅田から池田に至る阪北線において、梅田24時30分発・池田着翌1時13分着とする深夜バスの運行を開始した。同社は「大阪近郊初のバスを運転し、非常なセンセイションを巻き起した事を特記しなければならない」とした。
1953年8月1日、大阪市内から豊中・池田・宝塚に至る阪北線と天六・吹田・茨木・高槻・京都に至る京都急行線の2路線で深夜バスの運行を開始し、阪北線では22時台発～翌朝3時台まで、京都急行線では20時台発～翌朝5時台着までの4便（2往復）を『深夜バス』と称するようになり、この呼称が日本で初めて使用されることになった。梅田～神崎橋を結ぶ加島線でも深夜24～翌1時台に深夜バスを運行していた。いずれの路線も、深夜時間帯の運行に特別な料金を課すことはなかった。このときの深夜バスの乗車記が前田や柳田・紀戸および宇井無愁などによって紹介されている。また、1954年には京都伸夫によって、日本で初めて深夜バスを舞台とした小説「深夜バス」が発表された。
阪神間においても、1957年～1958年に、阪神電鉄バスが梅田～神戸税関前で、梅田新道23時07分発～神戸税関前24時40分着および神戸税関前23時25分発～梅田新道24時58分着とする『深夜バス』の運行を開始した。1967年には24時以降の便は梅田神戸線の区間便1便のみとなり、のちの1976年に野田宝塚線の区間便1便（野田阪神前24時08分発→西大島行き）が30分繰り上がり、終点到着が24時をまたぐ便が残った。
京都市内でも、1962年11月10日に京都市バスが深夜バス5系統の運行を開始した。大阪市内においても、1969年7月1日からは大阪の上六～難波間でも深夜バスの運転がはじめられた。
こうした阪急バスや阪神電鉄バスからはじまった深夜バスの登場によって、運輸規則において運転士や車掌などの乗務員は「深夜バスのように業務が継続して翌日にまたがつても宿泊せずに営業所に戻る場合」を「当日の乗務」と見做すようになったり、自動車免許試験では「深夜バスの停留所の近くでエンジンの故障を直した（という停車方法は誤りか）」という問題が作問されるなど、法令上の整備も行われた。

### 中京圏における深夜バスの登場
名古屋市交通局は『特別バス』として1957年12月26日から深夜バスの運転を開始した。午後9時20分から翌朝0時20分まで、名駅前と栄町を起終点とする路線で、あわせて11系統12路線で運行を行った。

### 1958年6月現在での深夜帯を運行するバス
24時台以降の深夜帯に始発停留所を発車するバスは次のようなものがあった。
- 佐世保市企業局交通部　佐世保駅前～日宇車庫　24:20発～24時36分着
- 京浜急行電鉄　蒲田駅～羽田空港（空港ビル前）　24:00発～24時20分着
- 京浜急行電鉄　蒲田駅～雑食車庫前　24時20分発～24時27分着
- 阪急バス　河原町御池～本町四丁目　24時30分発～翌2時30分着
- 阪急バス　内本町二丁目～池田　24時28分発～翌1時36分着
- 阪急バス　梅田～宝塚　1時00分発～2時10分着
- 阪急バス　梅田～神埼橋　24時24分発～24時41分着

### 首都圏における深夜バス登場の経緯
大阪での深夜バスの運行を受けて、首都圏でも深夜バスが開業した。東京都交通局では1964年春に東京駅～新橋～銀座～東京駅と東京駅～市ヶ谷見附・新宿、東京駅～高田馬場～小滝橋方面へ、1969年秋には西武バス・京成電鉄・国際興業・東武鉄道・京王帝都・小田急バス・関東バス・京浜急行によって、銀座から荻窪・永福町・大森・小右衛門町・練馬・辰巳団地への深夜バスが開業した。
1970年代以降、日本では都市中心部の人口が減少するのと並行して都市外縁部の人口が増加するといういわゆるドーナツ化現象がみられ、東京圏を例にすると1975年から1985年の10年で平均通勤時間は15分長くなった。この事例は、都心部を同じ時間に出発しても、居住地へ帰着する時間は遅くなるということを示していた。また、都市機能の多様化により、都市の活動時間、言い換えれば都市部にいる人の生活時間の拡大と、それに伴うライフスタイルの変化は顕著なものになった。
このような状況下においても、バスにおいては午後9時前後で頻繁な運行は終わり、午後10時台には最終バスが発車するのが主流という状態であった。その後の深夜の輸送手段はタクシーが担っていたが、タクシーの待ち時間が30分を超えることも珍しくなくなってきていたことから、利用者からは「バスをもっと遅くまで走らせて欲しい」という要望が高まり、深夜時間帯の輸送力の確保が課題となった。

### 深夜バスの成立と拡大
こうした背景から、運輸省（当時）は大規模住宅団地の深夜の輸送手段確保について積極的な姿勢を見せ、1970年12月には「大都市周辺部の深夜バス輸送について」という通達を発した。
これより少し遡る1970年5月、東京都町田市では鶴川団地への入居が開始されたばかりであったが、住民から神奈川中央交通に対して、最寄り駅となる小田急小田原線鶴川駅からの最終バスの延長を求める申し入れがあった。神奈川中央交通ではこの要望に対して、鶴川駅発で午後11時台に2本のバスを設定したが、このバスでは貸切免許の乗合許可（当時）という扱いとし、運賃を通常の3倍である60円に設定し、定期券は利用不可とした。こうした利用者負担に対して、鶴川団地住民はボイコット運動をおこした。1970年7月27日の運行開始の第1便に対して、住民は自家用車13台を動員し、初便に乗客が1人も乗らないという状況をつくりだした。
交通ジャーナリストの鈴木文彦は、この運賃が割高となる鶴川団地の深夜バスを「日本における深夜バスの始まり」と位置づけたことで、「日本で初めて深夜バスが運行されたのは神奈川中央交通の鶴川駅～鶴川団地の路線である」という誤った情報（ミスリード）が1990年代以降から広まった。
運輸省の通達を反映し、1971年からは東武鉄道（当時）が上尾駅発のバスで深夜バスの運行を開始、1974年からは新京成電鉄（当時）が船橋市で深夜バスの運行を開始するなど、深夜バスの運行は徐々に拡大されてゆく。
深夜バスの運行にあたっては、不規則勤務となる乗務員に手当を支払った上で採算性が確保できるほどの需要があるかという問題があった。この判断は事業者によってかなり差があり、初期における深夜バス展開は神奈川中央交通が圧倒的といってもいいほどで、1986年までに深夜バスの運行を開始した事業者は、東京圏においても前述の事業者以外には相模鉄道（当時）・京成電鉄（当時）・小田急バス・京王帝都電鉄（当時）など少数で、東京圏以外では1983年に深夜バスの運行を開始した名古屋鉄道（当時）の事例があるのみであった。系統数も、京王帝都電鉄が1980年に一挙に多数の深夜バスを設定したものが目立つ程度であった。
こうした状況下、運輸省と行政管理庁（当時）では、1984年に再度深夜の足の確保に関する勧告を出した。これ以降、1986年ごろからは深夜バスの系統数の伸びは著しく、1987年には公営事業者では初めて横浜市交通局が深夜バスの運行を開始した。1990年代に入ると都心部においても深夜バスの運行が開始され、大阪や福岡でも運行が開始されるようになった。

### 終夜バスへの試みと挫折

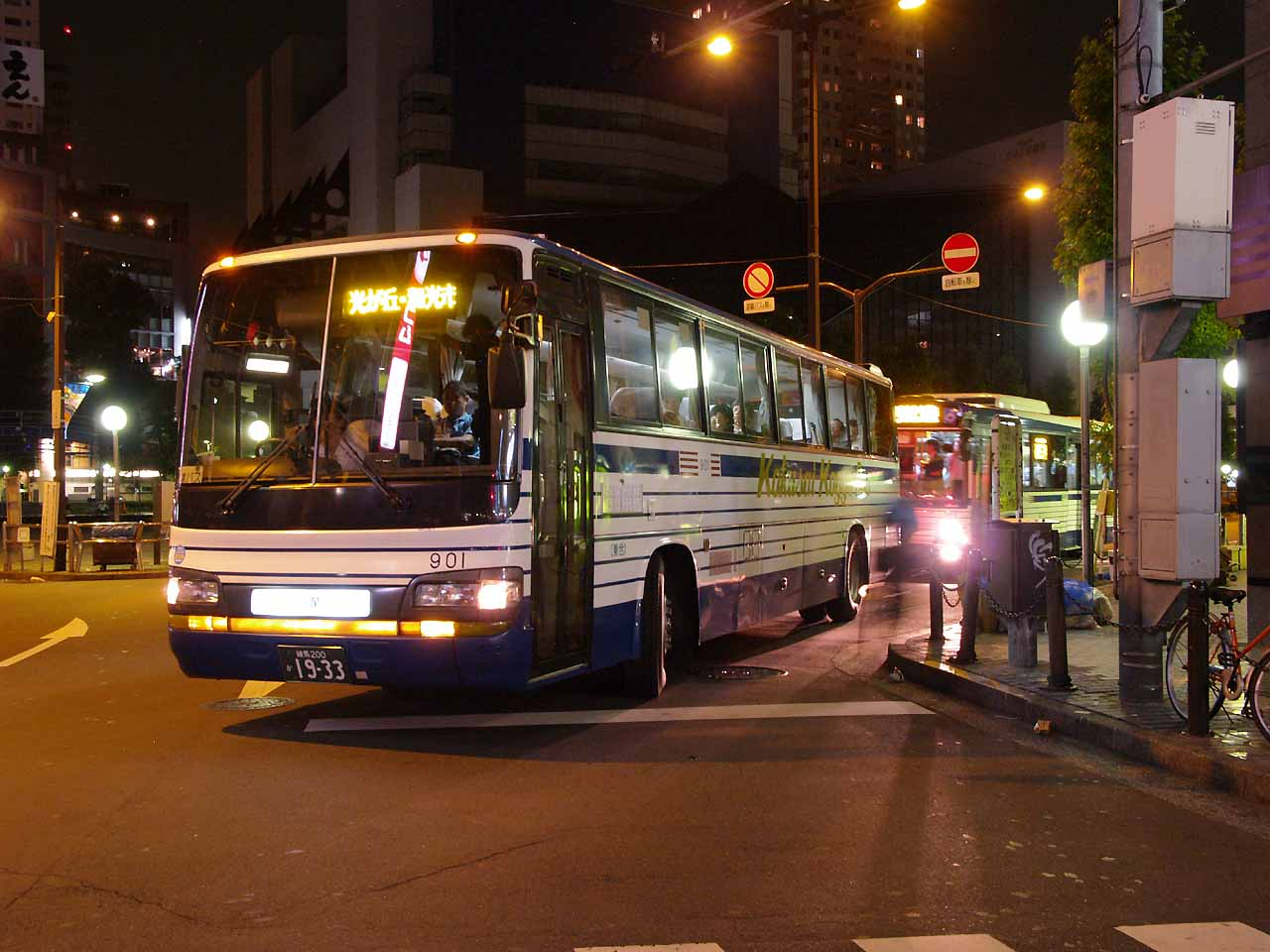
深夜急行バスの例（国際興業バス「ミッドナイトアロー光が丘・和光市」）

1980年代後半には、日本国外においてバスが終夜運行されている事例を鑑みて、「終夜バス」と称して都心と郊外の団地を直結するバス運行についても推進する動きを見せた。これは鉄道の最終列車よりも遅く都心部を出発して、比較的長距離の郊外へ運行されるものであった。
当初、南海電気鉄道（当時、現在の南海バス）が試験的に難波から泉佐野・光明池・河内長野へのバスを運行する動きもあったが、東京急行電鉄（当時、現在の東急バス）が、1987年に渋谷から青葉台までの区間で運行を開始した「ミッドナイトアロー」が、日本で初めてとなる深夜急行バスである。その後各事業者で運行が開始され、1990年頃には比較的短い距離で深夜中距離バスの運行も開始される例もあり、1991年には日本全国で30路線ほどの深夜急行バスが設定された。
しかし、行政側では運行に向けた音頭はとったものの、現実の運行はバス事業者の経営に依存するものであった。このため、バブル景気の崩壊や不況、さらに最終列車の延長なども行なわれたことから、深夜急行バスの利用者数は減少した。深夜時間帯だけに人件費コストが無視できず、経路変更や運行区間の見直しも行なわれたが、それでも半数以上の深夜急行バスが廃止・統合されることになった。
2003年12月1日には西日本ジェイアールバスが大阪駅を起点に京都駅・岡場駅・堺駅などを往復で結ぶ深夜特急バスの運行を開始したが、2004年6月6日をもって休止された。
2013年12月20日から週末（金曜日）限定で、東京都交通局が「渋谷駅 - 六本木駅」間で、深夜から早朝の時間帯で1時間に1本の終夜バス「深夜01」系統の試験運行を開始した。当初は2014年12月までの予定であったが、利用が低迷し、同年10月31日で運行が終了、終夜バス実現へ向けた取り組みは挫折することとなった。

### 新型コロナウイルス感染症拡大による影響
新型コロナウイルス感染症拡大による生活スタイルの変化、また乗務員の勤務体制の変化などにより深夜バスが全国で軒並み休止、もしくは廃止された。特に、神奈川中央交通が運行していた鶴川団地の深夜バスは2021年9月27日に廃止された。
深夜バスの運行を維持するところでも、深夜便の減回をせずに深夜割増運賃適用時間帯を起点を24時以降に出発する便から23時以降の便へと拡大する取り組みが、2022年4月1日に阪急バスと関東バスで、2022年6月1日に小田急バスでそれぞれ開始された。

### 深夜リムジンバス
その後、格安航空会社（LCC）などが深夜帯に空港を発着する便を運行するようになる中で、空港から先の公共交通機関が存在しないという問題が浮上、深夜帯に発着する便へ接続するリムジンバスを運行する動きも、福岡県が主導となった北九州空港と福岡都心を結ぶバス、関西空港と大阪市内を結ぶバス（関西空港交通・大阪空港交通・阪神バス）が24時間運行となる、などの例が見られる。
変わったケースでは、東京都心から成田市方面への深夜急行バスを成田空港へ延長することで、早朝便へのアクセス手段として利用できるようにしている。

## 特徴

### 深夜バス
| 深夜バスの例（名古屋市営バス） |  | 深夜バスの例（京阪バス） |
| 深夜バスの例（名古屋市営バス） |  | 深夜バスの例（京阪バス） |

国土交通省では、深夜バスの運行を推進するにあたって事業者側へのインセンティブを与えるため、以下のような基準を設定している。
設定基準午後11時以降の便を新設する場合に「深夜バス」扱いとすることが出来る。
免許深夜バスはサービス基準が通常運賃のバスとは異なることから、道路運送法24条の2に定められている「貸切免許における乗合許可」を適用していた。
運賃利用者等と調整の上、通常のバス運賃より高く設定できる。
その後、免許については通常の乗合免許に変更されている。現在では乗合自動車自体が路線免許制ではなく事業者許可制となった。
運賃は、大都市圏においては概ね通常運賃の2倍として、定期券を利用する場合は差額（通常運賃）を支払う方式が定着しているが、岩手県交通のように通常運賃より20円から70円程度高く設定したり、宇野バスのように運賃を800円均一に設定し、定期券を利用の場合は通常運賃との差額を支払う方式にしている事例もある。また、阪東自動車のように他社との競合上、通常運賃と同額にしている例もある。

### 深夜急行バス・深夜中距離バス

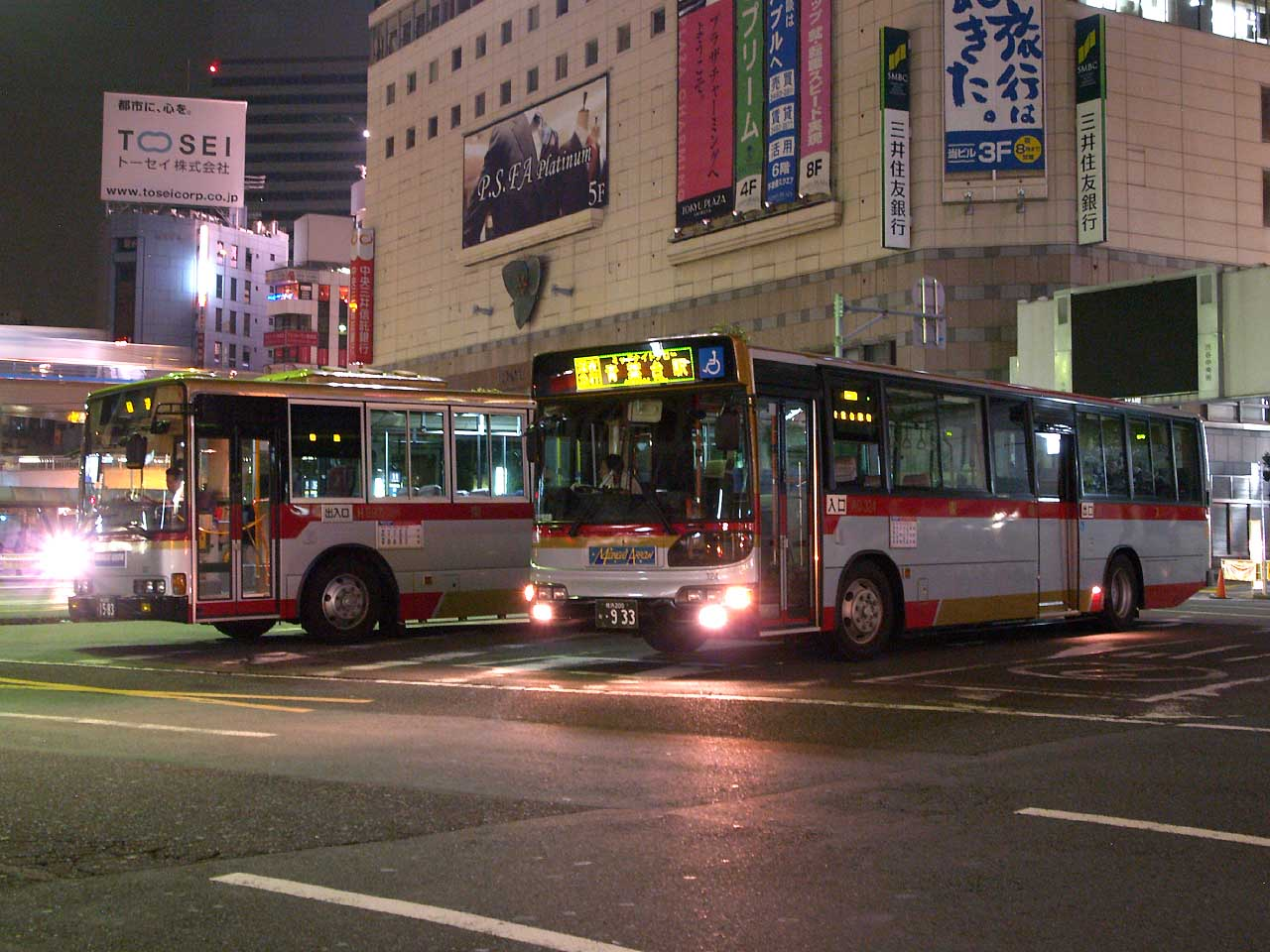
深夜急行バスの例（東急バス「ミッドナイトアロー」）

運輸省において「終夜バス」構想が検討された時点では、通常運賃の数倍としてもよいという見解が出されており、実際に運行されている深夜急行バスではタクシー運賃の3割から4割程度の運賃設定とされている。都心部から概ね20km圏内までの路線を「深夜中距離バス」、都心部から概ね30km以上の路線を「深夜急行バス」としているが、東急バスなどのように都心部から概ね20km圏内までであっても「深夜急行バス」と称する事業者もある。
深夜急行バスに使用される車両は観光バス仕様の車両が使用される。領収書発行機能を有する運賃箱や自動車電話なども設置された。

## タクシー業界への影響
深夜バスが限られた路線にしか運行されていない以上、タクシーの需要がなくなったわけではないが、深夜バスの運行によって特定の地区へ向かうタクシー利用者が大幅に減少した事例もあり、タクシー事業者への影響も小さくない。
その一方で、深夜バスの整備と並行して、1973年以降は乗合タクシーの運行が認められるようになった。タクシーは本来は1個の運送契約によって9人以下の旅客輸送を担う交通機関であり、乗合運送は本来は違法である。しかし、1台ずつ同じ地区へ運行させる不合理性や、待ち時間が長くなるなどのケースもあることから、団地の配置や需要の形態、さらにバス路線網の整備状況を考慮した上で、特別の許認可措置によって認められるようになったものである。

## 特徴的な深夜時間帯のバス運行事例

### 深夜帰宅バス（東京都交通局）
東京都交通局では、タクシー輸送力不足を背景に、1969年に銀座から荻窪や渋谷方面への深夜帰宅バスの運行を開始した。4路線設定され、いずれも銀座を午前0時に発車するものであったが、利用者層の偏りが著しく「ホステスバス」と呼ばれたほどで、一般利用者からの評価は低かった。その後、タクシー輸送力の改善が図られたため、1974年に廃止されている。

### 早朝深夜ビジネスバス（宮城交通）
宮城交通では1974年、上野駅発最終の特急列車と連絡する仙台市近郊の4つの大規模団地を巡回するバスの運行を開始した。各団地から仙台駅へ向かう早朝便も設定され、仙台駅では朝一番の上野駅行き特急列車に接続していた。平均26人程度の利用者があったが、利用者が減少した上に車掌乗務であったためコスト面での問題もあり、1978年10月に廃止された。

### 超深夜バス（横浜市交通局）
横浜市交通局（横浜市営バス）は2005年2月より、JR横浜線の最終列車出発後に横浜駅西口を発車し、十日市場駅まで運行する「超深夜バス」の運行を開始している。これは、各停留所に停車してゆく深夜バスであると同時に、最終列車出発後に都心部を出発して郊外へ向かうという深夜中距離バスの特徴も併せ持っていることが特徴である。当初は試行運行であったが、同年6月から本格運行に移行している。その後、2013年3月に運行区間を中山駅までに短縮したものの、継続運行中である。

## 課題
歴史節でも記述したように、深夜バスでは乗務員に特別な手当を支払った上で採算性が確保できるかという問題があり、一般的には採算ラインは1便で30人前後とされている。現実には路線によっては採算割れしている路線も多い。
また、通常運賃のバスとの間隔が短かったり、他の地域で通常運賃のバスが運行されているケースにおいては、利用者からも疑問の声が出ている。現実に、1980年代後半には通常運賃での最終バスを遅くまで延長するという機運もあり、1988年時点では西日本鉄道が午後11時以降も通常運賃のバスを運行していたほか、千葉県の平和交通では午前1時を過ぎて運行する通常運賃のバスを設定していたなどの事例がある。
なお西日本鉄道では乗務員の長時間労働・深夜労働の是正を図るため、天神地区を24時30分前後に発車し通常の2倍の運賃を収受する形態で11路線運行していた福岡市内・都市圏の深夜バスの運行を2018年3月17日にすべて取りやめた。